# Arádaina
Arádaina, en grec moderne : Αράδαινα, ou Arádena (Αράδενα), est un village du dème de Sfakiá, en Crète, en Grèce. Selon le recensement de 2011, Arádaina compte 4 habitants. Le village est situé à une altitude de 520 m, sur le versant sud des Lefká Óri (Montagnes Blanches). Il est séparé du plateau d'Anópoli, à l'est, par la gorge d'Arádena, d'une profondeur d'environ 100 mètres. Dépendant administrativement de la communauté d'Ágios Ioánnis, Arádena est distant de 3,5 km du hameau principal d'Anópoli.
À proximité du village subsistent des vestiges archéologiques appartenant probablement à la cité antique d'Araden (en).
Peuplé de 188 habitants en 1900, le village moderne a été abandonné dans les années 1950 à la suite d'une vendetta.

## Recensements de la population

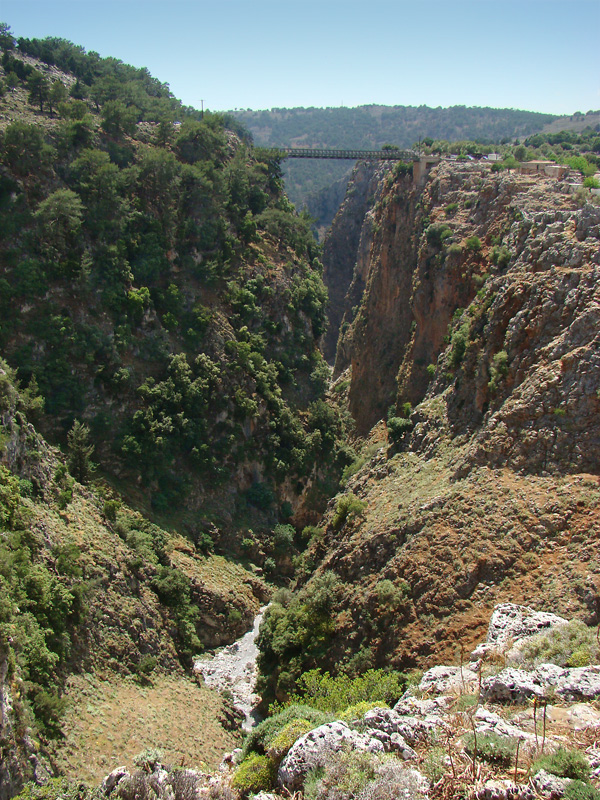
La gorge d'Arádena.

| Recensements | 1900 | 1920 | 1928 | 1940 | 1951 | 1961 | 1971 | 1981 | 1991 | 2001 | 2011 |
| ------------ | ---- | ---- | ---- | ---- | ---- | ---- | ---- | ---- | ---- | ---- | ---- |
| Population   | 188  | 180  | 146  | 140  | 36   | 44   | 13   | 8    | -    | 5    | 4    |